# 벨리 사리넨
벨리 셀림 사리넨(핀란드어: Veli Selim Saarinen, 1902년 9월 16일 - 1969년 10월 12일)은 핀란드의 크로스컨트리 스키 선수로 1928년과 1932년 올림픽에 출전했다.
그는 1928년 올림픽때 18km 경주에서 4위를 했다. 4년후 그는 1932년 올림픽 50km에서 금메달을 땄고 18km에서 동메달을 땄다. 그는 올림픽 금메달을 딴 최초의 핀란드 크로스컨트리 스키 선수가 되었다. 그는 1926년부터 1934년까지 FIS 노르딕 세계 스키 선수권 대회에서 6개의 메달을 획득했다.
그는 1934년에 현역에서 은퇴했고 나중에 독일 및 핀란드 크로스컨트리 스키 국가 대표팀 코치로 일했다.